# Feuerstätterkopf
Der Feuerstätterkopf ist ein 1645 m ü. A. hoher Berg der Allgäuer Voralpen westlich der Iller, zwischen Balderschwang und Sibratsgfäll.

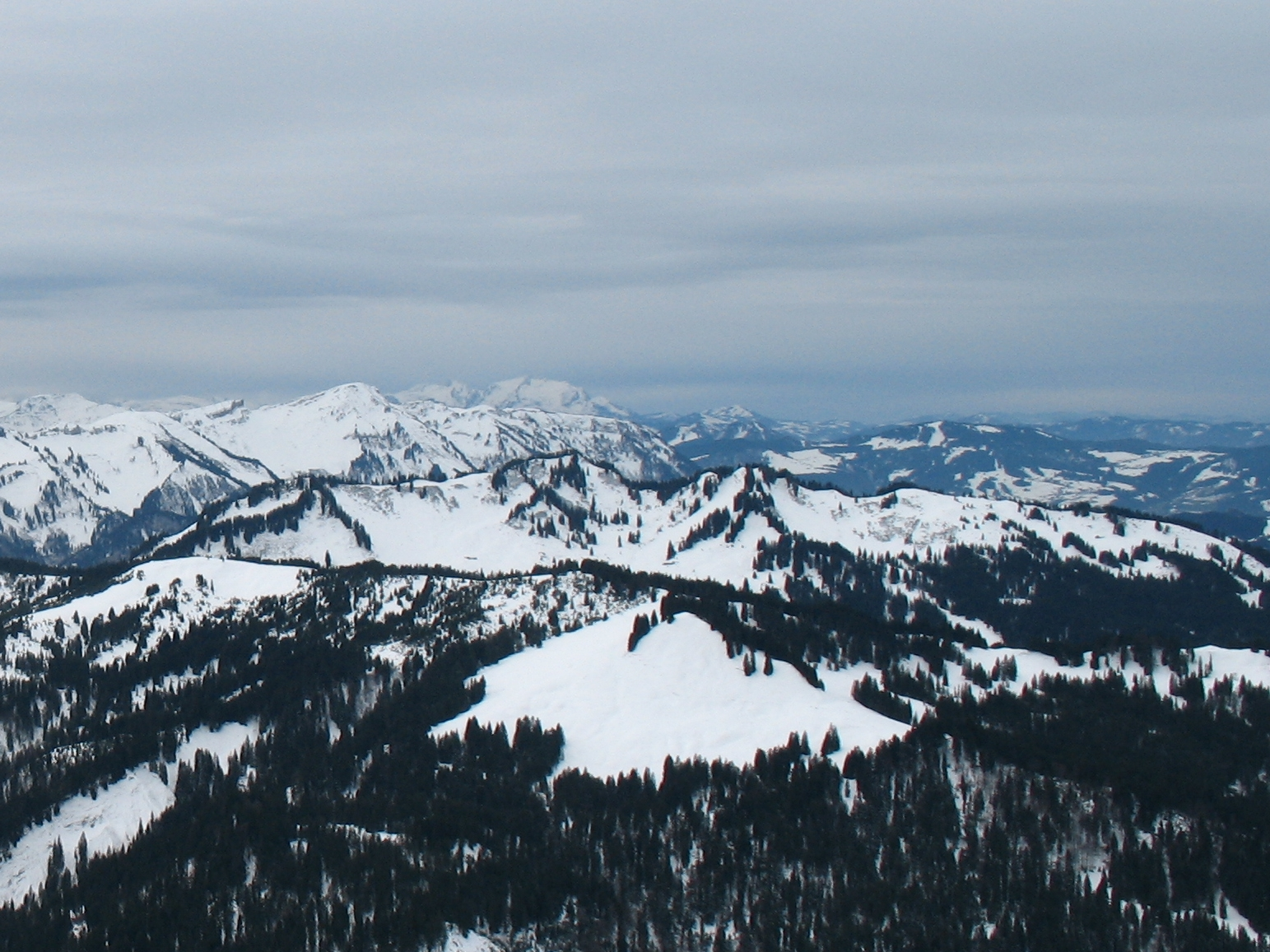
Feuerstätterkopf im Winter vom Riedberger Horn
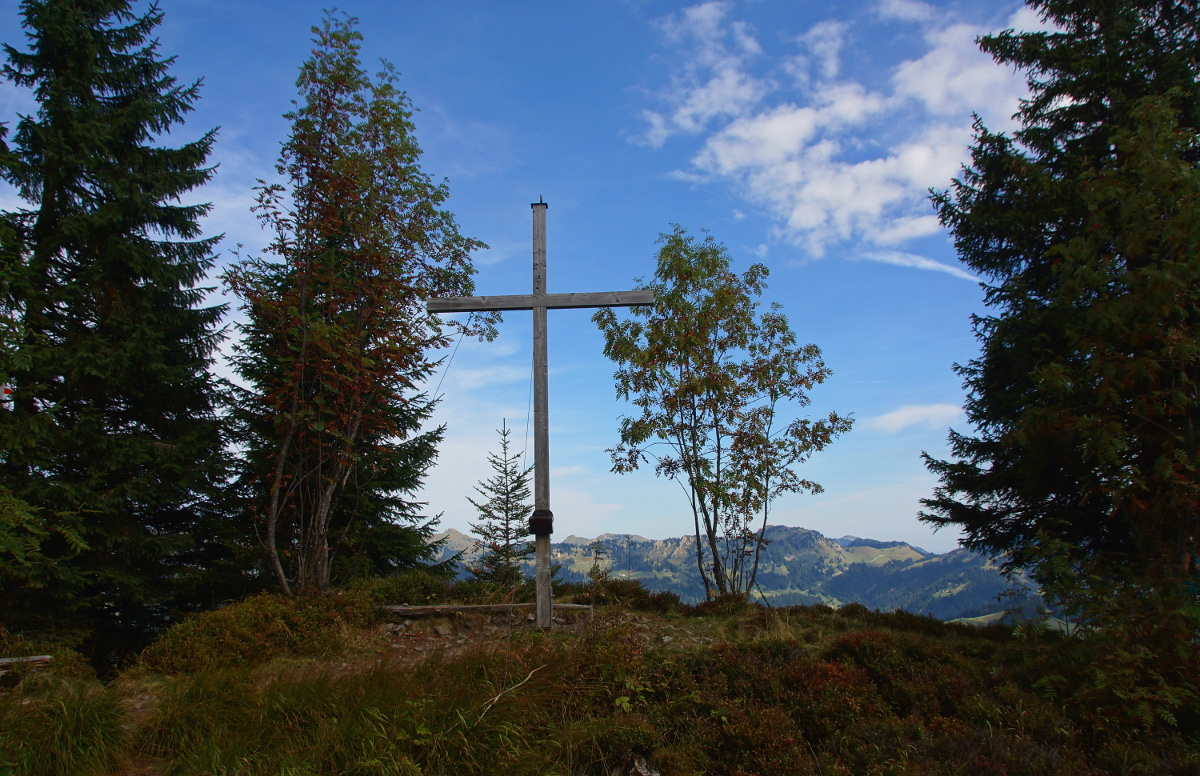
Gipfelkreuz
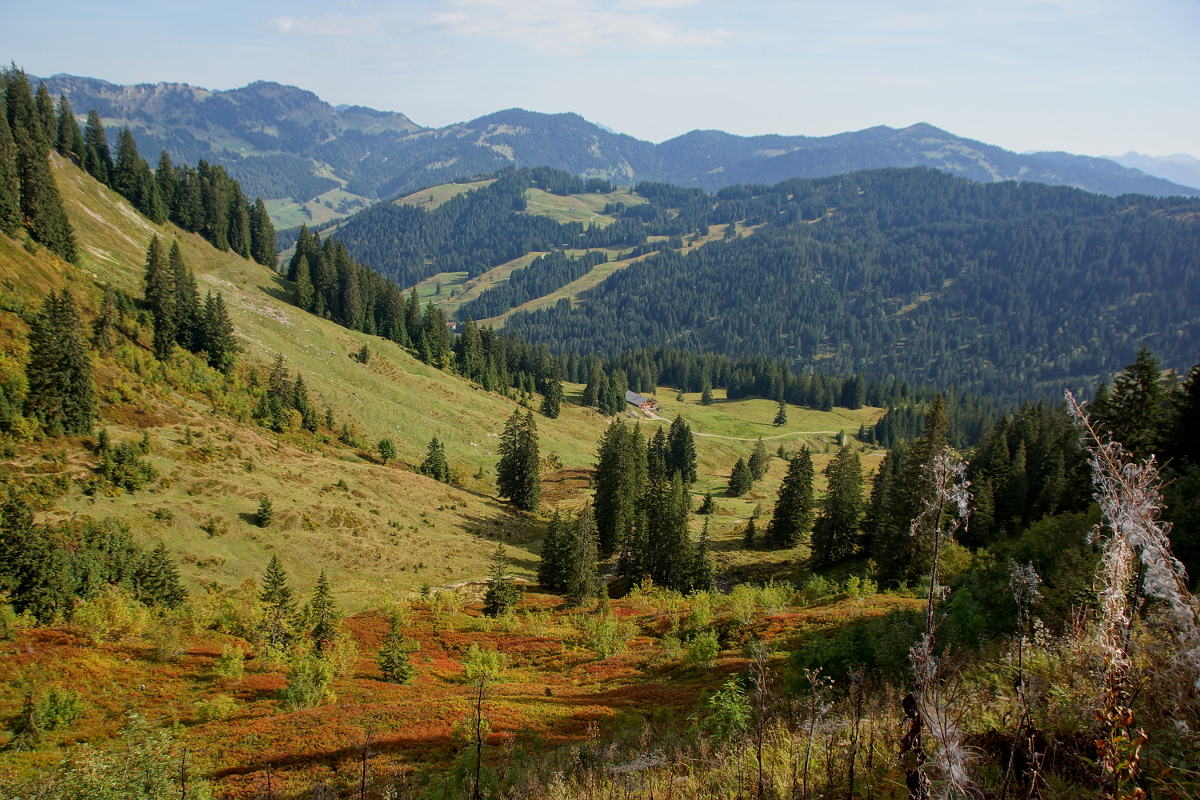
Landschaft am Feuerstätterkopf, Blick nach Nordosten

## Geologie
Der Feuerstätterkopf besteht aus Flysch und liegt in der höchsten helvetischen Decke, dem Ultrahelvetikum, für die er hier der Namensgeber ist (Feuerstätter Decke).

## Touristische Stützpunkte
Nordöstlich des Gipfels liegt auf 1428 m ü. A. die Burglhütte. Südwestlich des Gipfels liegt auf etwa 1220 m ü. A. die Jausenstation Wildries.